# Người đứng đầu chính phủ
- Mikhail Mishustin, Thủ tướng Nga
- Olaf Scholz, Thủ tướng Đức
- Rishi Sunak, Thủ tướng Anh

- Ishiba Shigeru, Thủ tướng Nhật Bản
- Han Duck-soo, Thủ tướng Hàn Quốc
- Justin Trudeau, Thủ tướng Canada

- Anthony Albanese, Thủ tướng Australia
- Narendra Modi, Thủ tướng Ấn Độ
- Giorgia Meloni, Thủ tướng Ý

- Lý Cường, Tổng lý Quốc vụ viện Cộng hòa Nhân dân Trung Hoa
- Hoàng Tuần Tài, Thủ tướng Singapore
- Phạm Minh Chính, Thủ tướng Chính phủ Việt Nam

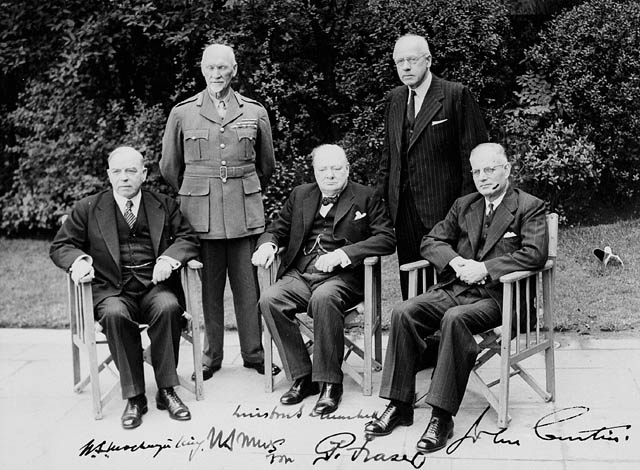
Những người đứng đầu chính phủ của Khối thịnh vượng chung tại Hội nghị Thủ tướng khối Thịnh Vượng Chung. Từ trái qua phải, Mackenzie King (Canađa), Jan Smuts (Nam Phi), Winston Churchill (Vương quốc Liên hiệp Anh và Bắc Ailen), Peter Fraser (Niu Dilân), và John Curtin (Úc).

Người đứng đầu chính phủ (tiếng Anh: head of government; tiếng Pháp: chef de gouvernement; tiếng Đức: Regierungschef), là một danh từ chung gọi người đứng đầu chính phủ để chỉ người đứng đầu hay người đứng thứ hai trong ngành hành pháp của quốc gia có chủ quyền, quốc gia liên bang hoặc quốc gia tự trị, người mà đứng đầu nội các của quốc gia đó.
Tại Việt Nam, người đứng đầu chính phủ được gọi là Thủ tướng Chính phủ. Trước đây còn được gọi là Nội các Tổng trưởng (1945), Thủ tướng Nội các (1945 - 1955), Thủ tướng Chính phủ (1955 - 1981, 1992 - nay), Chủ tịch Hội đồng Bộ trưởng (1981 - 1992)

## Hệ thống chính trị
- Theo hệ thống chính phủ tổng thống chế thì tổng thống là nguyên thủ quốc gia mà cũng đồng thời là người đứng đầu nội các như trường hợp Hoa Kỳ, Philippines...
- Tại các nước theo hệ thống bán tổng thống chế thì cả Tổng thống lẫn Thủ tướng tham dự vào việc điều hành chính sự quốc gia. Quyền hạn được phân chia như thế nào thì còn tùy theo hiến pháp, hoặc tùy theo hoàn cảnh là Tổng thống và Thủ tướng có cùng trong một đảng hay không. Ở Pháp, Nga, Hàn Quốc... thì Tổng thống nắm quyền chủ yếu (Thủ tướng do Tổng thống chỉ định). Ở Đức, Singapore... thì Thủ tướng (do Quốc hội bầu) nắm toàn quyền hành pháp, Tổng thống chỉ đóng vai trò đại diện.
- Tại các nước theo thể chế đại nghị thì nguyên thủ quốc gia (Vua hoặc Tổng thống hoặc Toàn quyền) chỉ đóng vai trò đại diện cho quốc gia, quyền hành nằm trong tay Thủ tướng, mà được quốc hội bầu ra như trường hợp Anh, Úc, Nhật Bản, Canada...
- Tại các nước xã hội chủ nghĩa (có Đảng Cộng sản lãnh đạo) gồm Việt Nam, Trung Quốc, Lào, Cuba, Triều Tiên thì Thủ tướng nắm quyền hành pháp nhưng phải tuân theo sự chỉ đạo của Đảng cầm quyền mà trực tiếp là Tổng Bí thư của Đảng đó. Thủ tướng ở các nước này đồng thời cũng phải là Ủy viên Bộ Chính trị của Đảng cầm quyền.